# L'affare del secolo
L'affare del secolo (Deal of the Century) è un film del 1983 di William Friedkin.

## Trama
Film che narra le vicende di un mercante d'armi e un dittatore dell'America del sud.